# Cnematoplatys numensis
Cnematoplatys numensis är en skalbaggsart som beskrevs av Zdzisława Stebnicka 1986. Cnematoplatys numensis ingår i släktet Cnematoplatys och familjen Aphodiidae. Inga underarter finns listade i Catalogue of Life.